# Descarga parcial
Em eletricidade, o termo descarga parcial (DP) frequentemente empregado em plural como descargas parciais  pode-se definir como descargas elétricas localizadas que de modo parcial, fazem conduzir um isolante elétrico e podem ou não acontecer perto de um condutor. As DP são em geral, conseqüência de esforços elétricos locais nos isolamentos ou na sua superfície e geralmente aparecem como pulsos de curta duração – muito menor que 1 μs. Tal fenômeno ocorre em cavidades ou inclusões de constante dielétrica diferente da do material que a rodeia. Quando esse material é submetido a um campo elétrico, este se distribui pelo material, submetendo a cavidade ou inclusão a um gradiente de tensão superior ao suportável pela mesma . Esse fenômeno quando contínuo dará origem a pequenas descargas disruptivas no interior da cavidade, acarretando um processo temporal de deterioração progressivo do material isolante, seja sólido ou liquido, podendo levar eventualmente a perfuração completa do mesmo .  
No guia IEEE 1434-2000  se dá uma definição um tanto simples: “Descarga parcial é uma descarga elétrica que somente de forma parcial faze uma ponte no isolamento entre condutores. Uma ionização gasosa transitória ocorre em um sistema de isolamento quando o estresse excede um valor critico, e sua ionização produz descargas parciais”, deixando erroneamente a sensação que somente as descargas por ionização tipo corona são DP, sendo a corona mesma um tipo particular de DP   devida à ionização do ar com efeito luminoso visível . 

## Modelo elétrico em um isolante sólido

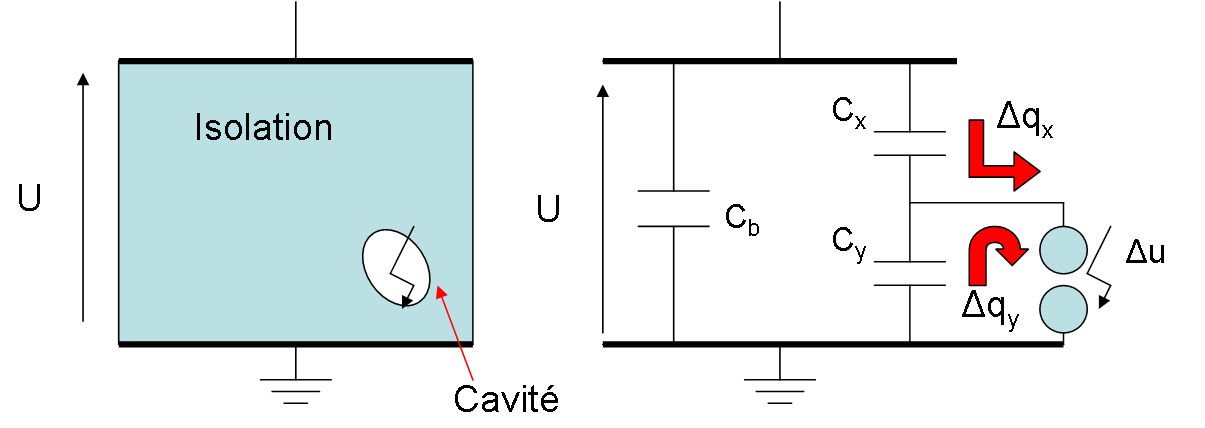
Modelo elétrico equivalente de uma descarga parcial interna em um isolante sólido.

Por meio do circuito equivalente simplificado de uma seção de material isolante sólido possuindo uma cavidade preenchida com gás, pode-se compreender o comportamento das descargas parciais internas em materiais submetidos a uma tensão CA. No circuito da Figura ao lado, a capacitância da cavidade é representada por Cy e a capacitância do material isolante em série por Cx. O resto do material é representado pela capacitância Cb. dU é a tensão sobre a cavidade que quando atingir um valor determinado, produz a descarga no interior do material isolante. Esse modelo clássico de capacitores é também conhecido como modelo ABC (pelo trabalho de WHITEHEAD, S. em Dielectric breakdown of solids publicado em Oxford no 1951 pela Clarendon Press), devido a que no desenho os capacitores se nomeiam como A no lugar de Cb, B no lugar de Cy e C simplesmente, no lugar do 'capacitor de descarga' Cy.      

## Normas, padrões e guias internacionais
- IEC 60270:2000/BS EN 60270:2001 "High-Voltage Test Techniques - Partial Discharge Measurements"
- IEC 61934:2006 "Electrical insulating materials and systems - Electrical measurement of PD under short rise time and repetitive voltage impulses"
- IEC 60664-4:2007 "Insulation coordination for equipment within low-voltage systems –  Part 4: Consideration of high-frequency voltage stress"
- IEC 60034-27:2007 "Rotating electrical machines – Off-line partial discharge measurements on the stator winding insulation of rotating electrical machines"
- IEEE Std 436™-1991 (R2007) "IEEE Guide for Making Corona (Partial Discharge) Measurements on Electronics Transformers"
- IEEE 1434–2000 "IEEE Trial-Use Guide to the Measurement of Partial Discharges in Rotating Machinery"
- IEEE 400-2001 "IEEE Guide for Field Testing and Evaluation of the Insulation of Shielded Power Cable Systems"
- ABNT NBR 6940:1981 "Técnicas de ensaios elétricos de alta tensão – Medição de descargas parciais"
- ABNT NBR 7294:2010 "Fios e cabos elétricos – Ensaios de descargas parciais"